# Epidendrum densiflorum
Epidendrum densiflorum är en orkidéart som beskrevs av William Jackson Hooker. Epidendrum densiflorum ingår i släktet Epidendrum och familjen orkidéer. Inga underarter finns listade i Catalogue of Life.